# La Fièvre de l'ormeau

La Fièvre de l'ormeau (La fiebre del loco) est un film chilien réalisé par Andrés Wood, sorti en 2001.

## Fiche technique
- Titre : La Fièvre de l'ormeau
- Titre original : La fiebre del loco
- Réalisation : Andrés Wood
- Format : Couleur - 35 mm
- Durée : 94 minutes

## Distribution
- Emilio Bardi : Canuto
- Luis Dubó : Jorge
- Loreto Moya : Sonia

## Récompenses
- Llieda Latin American Film Festival (2002) - Meilleur réalisateur[1]
- Festival Cinéma et Culture de Biarritz (2001) - Prix d'interprétation féminine : Loreto Moya[2]

## Autour du film
- La Fièvre de l'ormeau est sélectionné par la Commission supérieure technique de l'image et du son (CST) pour constituer le contenu de la préparation et de la présentation à Paris, le 29 octobre 2001[3],[4],[5], de la première transmission de cinéma numérique par satellite en Europe d'un long métrage cinématographique, par Bernard Pauchon[6], Alain Lorentz, Raymond Melwig[7] et Philippe Binant[8].